# خالد الحجر
خالد الحجر كاتب ومخرج مصري الجنسية والمالك لشركة افلام الحجر بمدينة برمنغهام، المملكة المتحدة بغرب وسط إنجلترا، ويقيم بالقاهرة في عمارة الإيموبيليا بالقاهرة، تلك البناية العريقة التي سكن بها العديد من فنانى الزمن الجميل بوسط العاصمة، وهو أحد أشهر المخرجين المصريين الحاصلين على جوائز، وواحدا من أكثر صانعي الأفلام إثارة للجدل في مصر. من مواليد مدينة السويس في 21 فبراير عام 1963، ورحل مع اسرته بعد حرب 67 إلى القاهرة وحصل على درجة الليسانس بالقانون حيث تخرج في كلية الحقوق (جامعة القاهرة) عام 1987، إنتقل الحجر إلى (المملكة المتحدة) في عام 1989 وحصل على دبلوم الدراسات العليا في الإخراج والكتابة السينمائية من المدرسة الوطنية للسينماوالتليفزيون (مدرسة بيكونسفيلد) بدعم من (مؤسسة فورد) في عام 1994
متزوج من جانيس رايدر، مصممة ملابس / بي بي سي) ولديهم ابن وحيد يسمى آدم الحجر، وهو ممثل وموسيقي.

## سيرته المهنية
منذ عام 1985 عمل كمساعد للمخرج الكبير (يوسف شاهين) في ثلاثة أفلام، وداعا بونابارت، واليوم السادس، وإسكندرية كمان وكمان، بالإضافة إلى أعمال عالمية أخرى اثناء تواجده بالقاهرة.
وفى عام 1989 فاز فيلمه الدولى القصير الأول، إنت عمرى من تأليفه وإخراجه بطولة عبلة كامل وأحمد كمال بجائزة أفضل سيناريو مقدمة من لجنة التحكيم الألمانية في برلين من (معهد جوته، بالقاهرة) وجائزة ألكسندر سوكوتي بمهرجان أوبيرهاوزن للأفلام القصيرة، ألمانيا، إنتقل الحجر إلى (المملكة المتحدة) في عام 1989 وحصل على دبلوم الدراسات العليا في الإخراج والكتابة السينمائية من المدرسة الوطنية للسينما والتليفزيون (مدرسة بيكونسفيلد) بدعم من (مؤسسة فورد) في عام 1994، وبطبيعة الحال فإن المخرج خالد الحجر كثير الترحال ما بين مصر وإنجلترا، وفي هذه الأثناء بالإضافة لعمله في صناعة السينما، سعى خالد الحجر للترويج لـ السينما المصرية بالعديد من المحافل الدولية، حيث إشترك في ندوة برلين للمواهب الشابة التي اقيمت في عام 2007 كأول محاضر مصري يعمل في مجال السينما لإلقاء محاضرات عن السينما بدول العالم الثالث، كما تم دعوته للاشتراك في لجنة تحكيم (مهرجان بوجوتا السينمائي) بـ (كولومبيا) في الفترة مابين 2-12 اكتوبر عام 2007.
حصد فيلمة الروائى الطويل الأخير حرام الجسد من تأليف وإخراج المخرج خالد الحجر ومن إنتاج «جابى خورى» شركة أفلام مصر العالمية –يوسف شاهين على العديد من الجوائز حيث حاز على جائزة أفضل فيلم بمهرجان فانتسبورتو، والذي أقيم بمدينة بورتو البرتغالية وهو الفيلم العربي الأول الذي يحصد جائزة أفضل فيلم على مدى تاريخ عمر المهرجان خلال ختام فاعليات دورة المهرجان السابعة والثلاثون كما حصلت الفنانه ناهد السباعى على جائزة أفضل ممثلة عن دورها بفيلم حرام الجسد وهي أول فنانة مصرية وعربية تنال هذه الجائزة بذات المهرجان كماحصل الفيلم على جائزة لجنةالتحكيم الخاصة بذات المهرجان، حصل الفيلم على جائزة أفضل صوت، افضل ديكور ضمن فاعليات المهرجان القومي للسينما المصريةبدورته العشرين بالإضافة إلى حصول الفنانة ناهد السباعى على جائزة التمثيل عن دورها بفيلم حرام الجسد بذات المهرجان 2016.
وقد احتل الفيلم الروائى الطويل فيلم الشوق المرتبة الأولى في شباك تذاكر دور العرض بمصر في أسبوع وحيد قبيل ثورة الخامس والعشرين من يناير لعام 2011 وقد فاز فيلم الشوق بجائزة أفضل فيلم دولي، كما اقتنص الهرم الذهبى وأفضل ممثلة في مهرجان القاهرة السينمائي الدولي والوصول إلى التصفيات النهائية لجائزة «الأوسكار» لأفضل فيلم أجنبي لعام 2012.
تم نشر أول مجموعة قصصية قصيرة للكاتب خالد الحجر بعنوان «تحت الجلد» في عام 2015.

## فيلموجرافيا والجوائز
عُرضَت أفلامه في أكثر من 250 مهرجان سينمائي دولي بما فيهم مهرجانات (تورينو، وروتردام، مونتريال، نيويورك، لندن، القاهرة) حصد خلالها على 38 جائزة على الصعيدين الدولي والمحلى
قام المخرج خالد الحجر بإخراج أربعة أعمال درامية تليفزيونية ناجحة خلال السنوات 2011- 2014 (مسلسل دوران شبرا، مسلسل البلطجي، مسلسل فرح ليلى، مسلسل شمس)

## وصلات خارجية
- خالد الحجر على موقع IMDb (الإنجليزية)
- خالد الحجر على موقع قاعدة بيانات الفيلم (الإنجليزية)
- خالد الحجر في قاعدة بيانات الأفلام العربية
- صفحة خالد الحجر في موقع لينكد إن